# Daniel Finch-Hatton, 17. Earl of Winchilsea

Wappen der Earls of Winchilsea and Nottingham

Daniel James Hatfield Finch-Hatton, 17. Earl of Winchilsea, 12. Earl of Nottingham (* 7. Oktober 1967) ist ein britischer Adliger.
Er ist der Sohn von Christopher Finch-Hatton, 16. Earl of Winchilsea, 11. Earl of Nottingham und dessen Gattin Shirley Hatfield.
Beim Tod seines Vaters am 26. Juni 1999 erbte er dessen Adelstitel, einschließlich des damit verbundenen erblichen Sitzes im House of Lords. Bereits im November 1999 verlor er mit Inkrafttreten des House of Lords Acts seinen Parlamentssitz. Im Hansard sind in der Zwischenzeit keine Redebeiträge von ihm verzeichnet.
1994 heiratete er Shelley Amanda Gillard. Mit ihr hat er einen Sohn und Titelerben, Tobias Joshua Stormont Finch-Hatton, Viscount Maidstone (* 21. Juni 1998).